# بخش میلر (ناکس کانتی، اوهایو)
بخش میلر (به انگلیسی: Miller Township) یک منطقهٔ مسکونی در ایالات متحده آمریکا است که در شهرستان ناکس، اوهایو واقع شده‌است.
 بخش میلر ۵۳٫۷ کیلومتر مربع مساحت و ۱٬۰۰۶ نفر جمعیت دارد و ۳۳۵ متر بالاتر از سطح دریا واقع شده‌است.